# Deutsche Rodelmeisterschaften 1912
Die 1. Deutschen Rodelmeisterschaften 1912 fanden am 19. Januar 1913 auf der Rodelbahn Ilmenau statt. Sie wurden vom Deutschen Rodelbund ausgeschrieben und vom örtlichen Wintersportverein Ilmenau veranstaltet und durchgeführt. Die Bahn hatte eine Länge von 2750 m und ein Gefälle von etwa 10 %. Der Start lag in einer Höhe von 780 m am Gabelbachhaus, das Ziel in 540 m Höhe in Ilmenau. Die Wetterbedingungen waren ungünstig, die Temperatur lag bei 2 °C. Ursprünglich war die Meisterschaft für den 11. Februar 1912 angesetzt, musste witterungsbedingt aus Schneemangel jedoch mehrfach verschoben werden. Auch der Ausweichtermin am 29. Dezember 1912 konnte nicht eingehalten werden. Somit wurde sie nur eine Woche vor den regulären Meisterschaften 1913 durchgeführt.
Am Start beim Einsitzerrennen der Männer waren nach der Qualifikation über ein Ausscheidungsrennen noch 14 Rodler. In der Presse wird ab und an als Drittplatzierte eine „Frau Altmann“ aus Reichenberg genannt, dabei dürfte es sich um einen Übermittlungsfehler handeln und der damals bekannte und zu der Zeit sehr aktive „Meisterfahrer“ Josef Altmann aus Reichenberg gemeint sein, unwahrscheinlicher dessen im Vergleich weniger erfolgreicher Bruder Ernst Altmann aus Reichenberg. In der Presse wurde nur über das Rennen der Männer berichtet, der Bob- und Schlittenverband für Deutschland führt in seiner Ehrentafel der Deutschen Meister zusätzlich eine Frau Dr. Wiesel als Siegerin einer Frauen-Meisterschaft sowie Artur von Osterroth und seinem Partner Steinmann im Wettbewerb der Doppelsitzer. Wahrscheinlich wurden im Rahmen der Veranstaltung wie beispielsweise auch bei den Europameisterschaften 1914 weitere Rennen ausgetragen. Wie also Anna Skoda 1914 das Rennen der Frauen gewann, das jedoch nicht Bestandteil der EM-Wertung, sondern die Meisterschaft der österreichischen Sudetenländer war, dürften diese Rennen einen anderen Charakter als den einer deutschen Meisterschaft gehabt haben.

## Einsitzer Männer
| Platz | Rodler              | Ort/Verein    | 1. Lauf | 2. Lauf | Gesamtzeit |
| ----- | ------------------- | ------------- | ------- | ------- | ---------- |
| 1     | Artur von Osterroth | Rochlitz      | ? min   | ? min   | 4:19,0 min |
| 2     | Oskar Jäger         | Friedrichroda | ? min   | ? min   | 4:19,8 min |
| 3     | Josef Altmann       | Reichenberg   | ? min   | ? min   | ? min      |